# Paul Michael Glaser
Paul Michael Glaser (Cambridge (Massachusetts), 25 maart 1943) is een Amerikaanse acteur en filmregisseur. Hij is het meest bekend voor zijn rol in de televisieserie Starsky and Hutch.

## Biografie

### Eerste jaren
Glaser speelde van eind 1969 tot midden 1970 de rol van dokter Peter Chernak in de Amerikaanse soapserie Love is a Many Splendored Thing. Zijn eerste filmrol kreeg hij in 1971 in de filmversie van Fiddler on the Roof als de student Perchik. Daarna kwamen gastrollen in The Streets of San Francisco, The Waltons, The Rockford Files en Kojak.

### Starsky and Hutch
De grote bekendheid kwam voor Glaser toen hij vanaf 1975 een van de titelrollen in de televisieserie Starsky and Hutch op zich nam. Glaser als de ietwat jolige rechercheur Dave Starsky en David Soul als de meer serieuze rechercheur Kenneth Hutchinson of 'Hutch'. De serie speelt zich af in het fictieve Bay City, Californië waar Starsky graag mag rondscheuren in zijn rode Ford Torino waar hij helemaal aan verknocht is. De serie kende vier seizoenen en liep tot mei 1979.
In 2004 speelden Glaser en Soul nog heel even hun rollen van Starsky en Hutch in de laatste scène van de filmversie Starsky & Hutch (film) met Ben Stiller als Dave Starsky en Owen Wilson als Hutch. In deze scène is Dave Starsky ontroostbaar, omdat zijn geliefde Ford Torino na een achtervolging op de bodem van de zee is terechtgekomen, maar dan verrast Huggy (Snoop Dogg) hem door een andere Torino te kopen en wel van het originele Starsky and Hutch-duo, Glaser en Soul.

### Regisseur
Naast acteren regisseerde Glaser ook diverse films en afleveringen van televisieseries. Zo regisseerde hij in 1987 de film The Running Man (1987) met Arnold Schwarzenegger in de hoofdrol, in 1992 de film The Cutting Edge met Moira Kelly en in 2007 de familiefilm Kazaam met basketbalspeler Shaquille O'Neal in de rol van de goede geest Kazaam.

## Privé
Glaser trouwde in 1980 met Elizabeth Meyer. In 1981 tijdens de bevalling van hun eerste kind, dochter Ariel, kreeg Elizabeth een met hiv besmette bloedtransfusie toegediend. Door de borstvoeding raakte ook Ariel besmet en zij overleed in 1988 op 7-jarige leeftijd. Elizabeth maakte zich sterk voor kinderen besmet met hiv en richtte de Elizabeth Glaser Pediatric AIDS Foundation op. Elizabeth overleed in 1994 aan de gevolgen van haar hiv-besmetting.
In 1996 trouwde Glaser producente Tracy Barone, in 2007 gingen ze uit elkaar. Ze kregen samen een dochter.